# Martin Bakoš
Martin Bakoš (* 18. April 1990 in Spišská Nová Ves, Tschechoslowakei) ist ein slowakischer Eishockeyspieler, der zuletzt bis zum Saisonende 2022/23 beim HC Ajoie aus der National League unter Vertrag gestanden und dort auf der Position des linken Flügelstürmers gespielt hat.

## Karriere
Martin Bakoš begann seine Karriere als Eishockeyspieler in seiner Heimatstadt in der Nachwuchsabteilung des HK Spišská Nová Ves, in der er bis 2007 aktiv war. Anschließend wechselte der Flügelspieler zum HC Slovan Bratislava, für dessen Profimannschaft er in der Saison 2007/08 sein Debüt in der slowakischen Extraliga gab. In dieser kam er jedoch zunächst nur zu einem einzigen Einsatz, während er von 2007 bis 2009 ansonsten ausschließlich für die U20-Junioren des Vereins auflief. In der Saison 2009/10 verbrachte er erstmals eine komplette Spielzeit in der slowakischen Extraliga, absolvierte diese jedoch nur zur Hälfte bei Slovan Bratislava, während er in der anderen Hälfte für die slowakische U20-Nationalmannschaft, die als Gastmannschaft an der höchsten Spielklasse des Landes teilnahm, in der Extraliga antrat. Ab der Saison 2010/11 setzte er sich endgültig in der Extraliga-Mannschaft von Slovan Bratislava durch, mit der er in der Saison 2011/12 den slowakischen Meistertitel gewann.
Zur Saison 2012/13 wurde Slovan Bratislava in die Kontinentale Hockey-Liga aufgenommen, in der Bakoš auf Anhieb zu seinen ersten Einsätzen kam. Parallel spielt er zudem für Slovans Extraliga-Farmteam HK 36 Skalica. Ab September 2014 stand er bei den Bílí Tygři Liberec aus der tschechischen Extraliga unter Vertrag und gewann mit den Weißen Tigern 2016 die tschechische Meisterschaft. Anschließend wurde er von Kunlun Red Star aus der Kontinentalen Hockey-Liga verpflichtet und kam dort in 47 KHL-Partien auf 22 Scorerpunkte. Nach dem Ende der Saison 2016/17 kehrte er zu den Bílí Tygři Liberec zurück. Im Juni 2018 wurde er vom schwedischen Mora IK verpflichtet, bevor er jedoch wenige Tage später einen Vertrag bei den Boston Bruins aus der National Hockey League unterzeichnete. Dort absolvierte er bis Dezember 2018 lediglich Einsätze für das Farmteam Providence Bruins in der American Hockey League. Anschließend kehrte er in die KHL zum HK Sotschi zurück. Weitere Stationen in seiner KHL-Karriere waren der Admiral Wladiwostok und der HK Spartak Moskau.
Zur Saison 2021/22 kehrte Bakoš zunächst zum Hk Sotschi zurück und absolvierte weitere 36 KHL-Partien für den Klub von der Schwarzmeerküste. Im Januar 2022 entschloss er sich zu einer Rückkehr nach Mitteleuropa und unterschrieb einen Vertrag bis Saisonende beim HC Oceláři Třinec in Tschechien. Ende April 2022 gewann er mit dem Klub seine zweite tschechische Meisterschaft.
Im September 2022 wurde Bakoš für einen Monat vom HC Ajoie aus der Schweizer National League verpflichtet. Im Verlauf der Saison wurde dieser Vertrag mehrfach verlängert. Schließlich blieb er bis zum Saisonende 2022/23 bei den Jurassiern.

### International
Für die Slowakei nahm Bakoš an der U20-Junioren-Weltmeisterschaft 2010 teil. Im Turnierverlauf erzielte er in sechs Spielen je zwei Tore und zwei Vorlagen.

## Erfolge und Auszeichnungen
- 2012 Slowakischer Meister mit dem HC Slovan Bratislava
- 2016 Tschechischer Meister mit den Bílí Tygři Liberec
- 2022 Tschechischer Meister mit den HC Oceláři Třinec